# Teiritzberg
Der Teiritzberg (auch Teiritz) ist eine 201 m ü. A. hohe Erhebung bei Leobendorf am Südrand des Weinviertels, Niederösterreich.
Der Berg liegt im Zentrum des Korneuburger Becken, etwa zwei Kilometer östlich von Leobendorf auf dem Gebiet von Tresdorf und wurde in prähistorischer Zeit als Nekropole genutzt. Die dort aufgefundene, mit zwei großen Silberblechfibeln bestattete Frau wird der Völkerwanderungszeit zugerechnet.
Am östlichen Bergfuß, der bereits in der Gemeinde Stetten liegt, befindet sich die Fossilienwelt Weinviertel, das größte zugängliche fossile Austernriff der Erde.